# Tom Pedersen
Tom Pedersen (9 d'abril de 1960) va ser un ciclista noruec. El seu principal èxit fou la medalla de bronze al Campionat del Món de contrarellotge per equips de 1983

## Palmarès
- 1982
  -  Campió de Noruega en contrarellotge per equips
- 1983
  -  Campió de Noruega en contrarellotge per equips